# Wuvulu

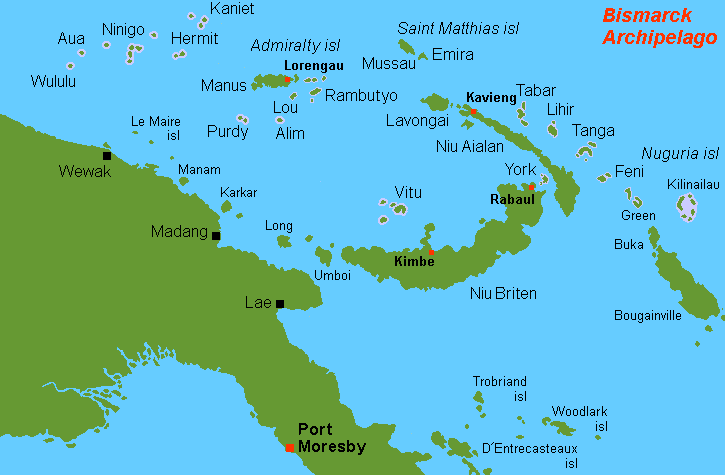
Wuhulu en haut à gauche

Wuvulu (anciennement île Mat(t)y) est l’île la plus occidentale de l'archipel Bismarck, dans la province de Manus (groupe des Îles de l'Ouest) en Papouasie-Nouvelle-Guinée. Elle appartient à la sous-région de Para-Micronésie.
D’origine volcanique, entourée par une barrière de corail, elle a une hauteur maximale de 3 mètres au-dessus du niveau de la mer. On y parle le wuvulu-aua, une langue océanienne.

## Source
- (en) Cet article est partiellement ou en totalité issu de l’article de Wikipédia en anglais intitulé « Wuvulu Island » (voir la liste des auteurs).